# Drino biseriata
Drino biseriata är en tvåvingeart som först beskrevs av Wulp 1894.  Drino biseriata ingår i släktet Drino och familjen parasitflugor. Inga underarter finns listade i Catalogue of Life.